# Epidiapente
Epidiapente, nella terminologia musicale greca antica e in quella dei teorici musicali europei fino a tutto il Rinascimento, designava l'intervallo di quinta superiore. Come tale, era usato anche nei canoni per indicare che le voci successive dovevano essere trasposte di tale intervallo. Quest'uso specifico fu mantenuto occasionalmente nei secoli successivi, come attestato ad esempio dalla "Fuga Canonica in Epidiapente", una Fuga a 3 voci appartenente all'Offerta Musicale di Johann Sebastian Bach.